# Longshan (socken i Kina, Henan)
Longshan (kinesiska: 龙山, 龙山乡) är en socken i Kina. Den ligger i provinsen Henan, i den centrala delen av landet, omkring 300 kilometer söder om provinshuvudstaden Zhengzhou. Antalet invånare är 45 475. Befolkningen består av 20 183 kvinnor och 25 292 män. Barn under 15 år utgör 19,0 %, vuxna 15-64 år 74 %, och äldre över 65 år 6,0 %.
Genomsnittlig årsnederbörd är 1 143 millimeter. Den regnigaste månaden är augusti, med i genomsnitt 184 mm nederbörd, och den torraste är december, med 16 mm nederbörd.